# هیچ‌کس جسیکا را نکشت
هیچ‌کس جسیکا را نکشت (به هندی: No One Killed Jessica) فیلمی محصول سال ۲۰۱۱ و به کارگردانی راج کومار گوپتا است. در این فیلم بازیگرانی همچون رانی موکرجی، ویدیا بالان، محمد زیشان ایوب ایفای نقش کرده‌اند.